# Підводні човни типу «Редутабль» (1928)
| Підводні човни типу «Редутабль»                                              | Підводні човни типу «Редутабль» | Підводні човни типу «Редутабль» |
| ---------------------------------------------------------------------------- | --- | --- |
| Classe Le Redoutable                                                         | | |
|                                                                              | | |
| Схема підводного човна типу «Редутабль»                                      | | |
| Верф                                                                         | Arsenal de Cherbourg, Arsenal de Brest, Ateliers et chantiers de la Loire, Chantiers de Penhoët, Chantiers navals français, Chantiers Dubigeon, Arsenal de Lorient, Forges et chantiers de la Méditerranée                   | Arsenal de Cherbourg, Arsenal de Brest, Ateliers et chantiers de la Loire, Chantiers de Penhoët, Chantiers navals français, Chantiers Dubigeon, Arsenal de Lorient, Forges et chantiers de la Méditerranée                   |
| Під прапором                                                                 | Франція · Режим Віші · Вільна Франція | Франція · Режим Віші · Вільна Франція |
| Належність                                                                   | Військово-морські сили Франції · Режим Віші · ВМС Вільної Франції | Військово-морські сили Франції · Режим Віші · ВМС Вільної Франції |
| Замовлення                                                                   | 31 | 31 |
| Закладений                                                                   | 31 | 31 |
| Спуск на воду                                                                | 31 | 31 |
| Введений до складу флоту                                                     | 31 | 31 |
| Виведений зі складу флоту                                                    | 5 | 5 |
| На службі                                                                    | 1931 —1952 | 1931 —1952 |
| Загибель                                                                     | 26 | 26 |
| Бойовий досвід                                                               | Друга світова війна | Друга світова війна |
| Проєкт                                                                       | | |
| Тип ПЧ                                                                       | великі океанські підводні човні | великі океанські підводні човні |
| Попередній проєкт                                                            | типу «Рокен» | типу «Рокен» |
| Наступний проєкт                                                             | типу «Мінерв» | типу «Мінерв» |
| Варіанти проєкту                                                             | підтип I — «Редутабль» підтип II — «Паскаль» | підтип I — «Редутабль» підтип II — «Паскаль» |
| Основні характеристики                                                       | | |
| Швидкість (надводна)                                                         | 17,5 вузлів (32,4 км/год) | 17,5 вузлів (32,4 км/год) |
| Швидкість (підводна)                                                         | 10 вузлів (18,6 км/год) | 10 вузлів (18,6 км/год) |
| Робоча глибина занурення                                                     | 75 м | 75 м |
| Гранична глибина занурення                                                   | 80 м | 80 м |
| Дальність плавання                                                           | 14 000 миль (26 000 км) на швидкості 7 вузлів (надводна) 10 000 миль (18 600 км) на швидкості 10 вузлів (надводна) 4 000 миль (7 000 км) на швидкості 17 вузлів (надводна) 90 миль (170 км) на швидкості 7 вузлів (підводна) | 14 000 миль (26 000 км) на швидкості 7 вузлів (надводна) 10 000 миль (18 600 км) на швидкості 10 вузлів (надводна) 4 000 миль (7 000 км) на швидкості 17 вузлів (надводна) 90 миль (170 км) на швидкості 7 вузлів (підводна) |
| Автономність плавання                                                        | 30 діб | 30 діб |
| Екіпаж                                                                       | 64 офіцери та матроси | 64 офіцери та матроси |
| Розміри                                                                      | | |
| Довжина найбільша (по КВЛ)                                                   | 92,30 м | 92,30 м |
| Ширина корпусу найб.                                                         | 8,1 м | 8,1 м |
| Середня осадка (по КВЛ)                                                      | 4,40 м | 4,40 м |
| Водотоннажність надводна                                                     | 1572 тонни | 1572 тонни |
| Водотоннажність підводна                                                     | 2092 тонни | 2092 тонни |
| Силова установка                                                             | | |
| Дизель-електрична: 2 × дизельні двигуни Schneider 2 × електродвигуни Alsthom | | |
| Гвинти                                                                       | 2 | 2 |
| Потужність                                                                   | 2 × 3000 к.с. (дизелі) 2 × 1200 к. с. (електродвигуни) | 2 × 3000 к.с. (дизелі) 2 × 1200 к. с. (електродвигуни) |
| Озброєння                                                                    | | |
| Артилерія                                                                    | 1 × 100-мм гармата | 1 × 100-мм гармата |
| Торпедно- мінне озброєння                                                    | 9 × 550-мм торпедних апаратів 2 × 400-мм торпедних апарати 13 торпед | 9 × 550-мм торпедних апаратів 2 × 400-мм торпедних апарати 13 торпед |
| ППО                                                                          | 1 × 13,2-мм великокаліберний кулемет M1929 | 1 × 13,2-мм великокаліберний кулемет M1929 |

Не варто плутати з підводними човнами типу «Редутабль» 1967 року
Підводні човни типу «Редутабль» (фр. Classe Le Redoutable) або підводні човни класу 1500 тонн (фр. Classe 1 500 tonnes) — серія французьких великих океанських підводних човнів, побудованих французькими суднобудівельними компаніями з 1928 до 1937 року. Загалом був побудований 31 підводний човен цього типу. За французькою класифікацією типів того часу вони відносилися до 1-го класу або «великі підводні крейсери». Човни поділялися на два підтипи, підтип I, відомий як Le Redoutable, і підтип II, Pascal.
Субмарини цього типу входили до складу французьких ВМС і в ході Другої світової війни інтенсивно використовувалися французьким флотом, після розгрому Франції в 1940 році флотом Віші, а також ВМС Вільної Франції.
Хоча для свого часу це були найсучасніші підводні човни, коли вони проєктувалися, втім вони швидко застаріли і наближалися до морального зношення ще до початку Другої світової війни. Розгром Франції у травні-червні 1940 року та умови перемир'я від 22 червня 1940 року не дозволили уряду Віші здійснити програму модернізації. З 29 субмарин, які брали участь у війні, 24 були втрачені. Підводні човни цього типу, що за режиму Віші використовувалися для захисту Другої французької колоніальної імперії, змагалися із союзниками у битвах за Дакар, Лібревіль і Мадагаскар. Багато підводних човнів цього типу потрапили під контроль союзників після висадки союзників у Північній Африці. Кілька човнів пройшли модернізацію в США між лютим 1943 та березнем 1945 року, але по суті активної участі в бойових діях на морі човни типу «Редутабль» не брали. Винятком став «Касаб'янка», який взяв участь у звільненні Корсики. Уцілілі підводні човни в основному використовувалися для навчальних цілей після війни, останній з них вивели зі складу флоту в 1952 році.

## Підводні човни типу «Редутабль»
Позначення
| №  | Корабель        | На честь (або переклад з французької)                                                                           | Бортовий номер | Верф                                                            | Закладено        | Спущено           | У строю          | Статус |
| -- | --------------- | --- | -------------- | --------------------------------------------------------------- | ---------------- | ----------------- | ---------------- | --- |
| 1  | «Редутабль»     | Грізний | Q136           | Arsenal de Cherbourg, Шербур                                    | 1 липня 1925     | 24 лютого 1928    | 10 липня 1931    | 27 листопада 1942 року затоплений у Тулоні, щоб запобігти його захопленню німцями. 16 травня 1943 року піднятий італійцями та відновлений. 11 березня 1944 року затоплений авіацією союзників                                                                                |
| 2  | «Вендже»        | Месник | Q137           | Arsenal de Cherbourg, Шербур                                    | 11 січня 1926    | 1 вересня 1928    | 18 грудня 1931   | 27 листопада 1942 року затоплений у Тулоні, щоб запобігти його захопленню німцями. У березні-травні 1943 року піднятий та розібраний на брухт |
| 3  | «Паскаль»       | Паскаль | Q138           | Arsenal de Brest, Брест                                         | 8 червня 1926    | 19 липня 1928     | 10 вересня 1931  | 27 листопада 1942 року затоплений у Тулоні, щоб запобігти його захопленню німцями. 20 січня 1943 року піднятий італійцями, відновлений. 9 вересня 1943 року захоплений німцями. 11 березня 1944 року затоплений авіацією союзників                                           |
| 4  | «Пастер»        | Пастер | Q139           | Arsenal de Brest, Брест                                         | 5 липня 1926     | 19 серпня 1928    | 1 вересня 1932   | 18 червня 1940 року затоплений у Бресті |
| 5  | «Анрі Пуанкаре» | Анрі Пуанкаре                                                                                                   | Q140           | Arsenal de Lorient, Лор'ян                                      | 1 березня 1927   | 10 квітня 1929    | 23 грудня 1931   | 27 листопада 1942 року затоплений у Тулоні, щоб запобігти його захопленню німцями. У червні 1943 року піднятий італійцями, відновлений та введений до строю як FR 118. 9 вересня 1943 року затоплений італійцями, але незабаром піднятий німцями. Згодом розібраний на брухт |
| 6  | «Понселе»       | Понселе | Q141           | Arsenal de Lorient, Лор'ян                                      | 3 березня 1927   | 10 квітня 1929    | 1 вересня 1932   | 7 листопада 1940 року серйозно пошкоджений у районі Порт-Жантіля, Габон, глибинними бомбами британського шлюпу «Мілфорд» та затоплений екіпажем |
| 7  | «Аршімед»       | Архімед | Q142           | Chantiers Navals Français, Бленвіль-сюр-Орн                     | 1 серпня 1927    | 6 вересня 1930    | 22 грудня 1932   | 19 лютого 1952 року списаний на брухт |
| 8  | «Френель»       | Френель | Q143           | Ateliers et Chantiers de Saint-Nazaire Penhoët, Сен-Назер       | 7 липня 1927     | 8 червня 1929     | 22 лютого 1932   | 27 листопада 1942 року затоплений у Тулоні, щоб запобігти його захопленню німцями. 28 січня 1943 року піднятий італійцями, відновлений. 9 вересня 1943 року захоплений німцями. 11 березня 1944 року затоплений авіацією союзників                                           |
| 9  | «Монж»          | Монж | Q144           | Ateliers et Chantiers de Saint-Nazaire Penhoët, Ла-Сейн-сюр-Мер | 15 вересня 1927  | 25 червня 1929    | 19 червня 1932   | 8 травня 1942 року затоплений глибинними бомбами британських есмінців «Ектів» і «Пантер» у ході Мадагаскарської операції |
| 10 | «Ашілль»        | Ахіллес | Q147           | Arsenal de Brest, Брест                                         | 1 вересня 1928   | 28 травня 1930    | 29 червня 1933   | 18 червня 1940 року затоплений у Бресті |
| 11 | «Ажакс»         | Аякс | Q148           | Arsenal de Brest, Брест                                         | 1 вересня 1928   | 28 травня 1930    | 1 лютого 1934    | 24 вересня 1940 року затоплений екіпажем при проведенні операції союзників «Загроза» по захопленню Дакара після отриманих від британського есмінця «Форчун» пошкоджень |
| 12 | «Актеон»        | Актеон | Q149           | Ateliers et Chantiers de la Loire, Сен-Назер                    | 20 липня 1927    | 10 квітня 1929    | 18 грудня 1931   | 8 листопада 1942 при проведенні операції «Смолоскип» затоплений британським есмінцем «Весткотт» |
| 13 | «Ашерон»        | Ахеронт | Q150           | Ateliers et Chantiers de la Loire, Сен-Назер                    | 24 вересня 1927  | 6 серпня 1929     | 22 лютого 1932   | 27 листопада 1942 року затоплений у Тулоні, щоб запобігти його захопленню німцями. 26 червня 1943 року піднятий італійцями. 9 вересня 1943 року захоплений німцями. 24 листопада 1943 року затоплений авіацією союзників                                                     |
| 14 | «Арго»          | Арго | Q151           | Chantiers Dubigeon, Нант                                        | 25 вересня 1927  | 11 квітня 1929    | 12 лютого 1932   | 26 квітня 1946 року списаний на брухт |
| 15 | «Прометі»       | Прометей | Q153           | Arsenal de Cherbourg, Шербур                                    | 10 січня 1928    | 23 жовтня 1930    | —                | 7 липня 1932 року затонув на ходових випробуваннях унаслідок аварії поблизу Ферманвіля |
| 16 | «Персі»         | Персей | Q154           | Chantiers Navals Français, Кан                                  | 14 квітня 1929   | 23 травня 1931    | 12 лютого 1933   | 23 вересня 1940 року затоплений при проведенні операції союзників «Загроза» по захопленню Дакара |
| 17 | «Проті»         | Протей | Q155           | Forges et Chantiers de la Méditerranée, Ла-Сейн-сюр-Мер         | 4 жовтня 1928    | 31 липня 1930     | 1 листопада 1932 | 20 грудня 1943 року затонув, підірвавшись на міні поблизу Марселя |
| 18 | «Пегасі»        | Пегас | Q156           | Ateliers et Chantiers de la Loire, Сен-Назер                    | 29 вересня 1928  | 28 червня 1930    | 19 червня 1932   | 10 червня 1950 року списаний на брухт |
| 19 | «Фенікс»        | Фенікс | Q157           | Chantiers Dubigeon, Нант                                        | 5 листопада 1928 | 12 квітня 1930    | 21 жовтня 1932   | 15 червня 1939 року затонув унаслідок аварії поблизу Камрані (Французький Індокитай) |
| 20 | «Л'Еспуа»       | Надія | Q167           | Arsenal de Cherbourg, Шербур                                    | 1 серпня 1929    | 18 липня 1931     | 1 лютого 1934    | 27 листопада 1942 року затоплений у Тулоні, щоб запобігти його захопленню німцями. У березні-травні 1943 року піднятий та розібраний на брухт |
| 21 | «Ле Глор'є»     | Слава | Q168           | Arsenal de Cherbourg, Шербур                                    | 10 лютого 1930   | 29 листопада 1932 | 1 червня 1934    | 27 жовтня 1952 року списаний на брухт |
| 22 | «Ле Сентавр»    | Кентавр | Q169           | Arsenal de Brest, Брест                                         | 1 серпня 1929    | 14 жовтня 1932    | 1 січня 1935     | 19 червня 1952 року списаний на брухт |
| 23 | «Ле Еро»        | Герой | Q170           | Arsenal de Brest, Брест                                         | 1 серпня 1929    | 14 жовтня 1932    | 12 вересня 1934  | 7 травня 1942 року потоплений торпедоносцями «Сордфіш» з авіаносця «Іластріас» в порту Дієго-Суарес при проведенні союзниками Мадагаскарської операції |
| 24 | «Ле Конкеран»   | Переможець | Q171           | Ateliers et Chantiers de Saint-Nazaire Penhoët, Сен-Назер       | 16 серпня 1930   | 26 червня 1934    | 7 вересня 1936   | 13 листопада 1942 року поблизу Дахли затоплений американськими патрульними протичовновими літаками «Каталіна» |
| 25 | «Ле Тоннант»    | Громовержець | Q172           | Forges et chantiers de la Méditerranée, Ла-Сейн-сюр-Мер         | 10 січня 1931    | 15 грудня 1934    | 1 червня 1937    | 15 листопада 1942 року поблизу Кадіса за наказом командира човна був затоплений екіпажем через пошкодження завдані 8 листопада американською палубною авіацією з авіаносця «Рейнджер»                                                                                        |
| 26 | «Агоста»        | морської битви біля Аугусти                                                                                     | Q172           | Arsenal de Cherbourg, Шербур                                    | 2 лютого 1932    | 30 квітня 1934    | 1 лютого 1937    | 18 червня 1940 року затоплений екіпажем у Бресті |
| 27 | «Бевез'е»       | битви при Бевез'е                                                                                               | Q179           | Arsenal de Cherbourg, Шербур                                    | 4 квітня 1932    | 14 жовтня 1935    | 4 червня 1937    | 5 травня 1942 року затоплений британським палубними літаками Fairey Swordfish з авіаносців «Індомітебл» та «Ілластріас» північніше Мадагаскару |
| 28 | «Уессан»        | битви біля Уессана                                                                                              | Q180           | Arsenal de Cherbourg, Шербур                                    | 4 квітня 1932    | 30 листопада 1936 | 1 лютого 1937    | 18 червня 1940 року затоплений екіпажем у Бресті |
| 29 | «Сіді-Ферух»    | містечка Сіді-Ферух, де сталася висадка французького морського десанту під час вторгнення до Алжиру в 1830 році | Q181           | Arsenal de Cherbourg, Шербур                                    | 30 січня 1932    | 9 липня 1937      | 1 січня 1939     | 11 листопада 1942 року затоплений поблизу марокканського узбережжя бомбардувальниками-торпедоносцями TBF-1 «Евенджер» з ескортного авіаносця «Суоні» при проведенні операції «Смолоскип»                                                                                     |
| 30 | «Сфакс»         | Сфакс | Q182           | Ateliers et Chantiers de la Loire, Нант                         | 28 липня 1931    | 6 грудня 1934     | 7 вересня 1936   | 19 грудня 1940 року затоплений неподалік від Кабо Хубі унаслідок «дружнього вогню» німецького ПЧ U-37 |
| 31 | «Касаб'янка»    | Казаб'янка | Q183           | Ateliers et chantiers de la Loire, Сен-Назер                    | 7 квітня 1931    | 2 лютого 1935     | 1 січня 1937     | 12 лютого 1952 року списаний на брухт |